# Julodis kabakovi
Julodis kabakovi es una especie de escarabajo del género Julodis, familia Buprestidae. Fue descrita científicamente por Alexeev in Alexeev, et al. en 1990.